# Grainville-sur-Ry
Grainville-sur-Ry és un municipi francès situat al departament del Sena Marítim i a la regió de Normandia. L'any 2007 tenia 462 habitants.

## Demografia

### Població
El 2007 la població de fet de Grainville-sur-Ry era de 462 persones. Hi havia 170 famílies de les quals 20 eren unipersonals (8 homes vivint sols i 12 dones vivint soles), 55 parelles sense fills, 83 parelles amb fills i 12 famílies monoparentals amb fills.
La població ha evolucionat segons el següent gràfic:
Habitants censats

### Habitatges
El 2007 hi havia 179 habitatges, 170 eren l'habitatge principal de la família, 7 eren segones residències i 2 estaven desocupats. Tots els 179 habitatges eren cases. Dels 170 habitatges principals, 155 estaven ocupats pels seus propietaris, 14 estaven llogats i ocupats pels llogaters i 1 estava cedit a títol gratuït; 1 tenia dues cambres, 26 en tenien tres, 41 en tenien quatre i 102 en tenien cinc o més. 136 habitatges disposaven pel capbaix d'una plaça de pàrquing. A 52 habitatges hi havia un automòbil i a 107 n'hi havia dos o més.

### Piràmide de població
La piràmide de població per edats i sexe el 2009 era:
| Homes | Edats   | Dones |
| ----- | ------- | ----- |
| 0     | 95 o +  | 4     |
| 4     | 90 a 94 | 0     |
| 4     | 85 a 89 | 0     |
| 4     | 80 a 84 | 4     |
| 8     | 75 a 79 | 8     |
| 0     | 70 a 74 | 4     |
| 0     | 65 a 69 | 4     |
| 8     | 60 a 64 | 0     |
| 28    | 55 a 59 | 24    |
| 12    | 50 a 54 | 24    |
| 24    | 45 a 49 | 16    |
| 16    | 40 a 44 | 20    |
| 8     | 35 a 39 | 12    |
| 24    | 30 a 34 | 16    |
| 20    | 25 a 29 | 12    |
| 20    | 20 a 24 | 8     |
| 24    | 15 a 19 | 12    |
| 24    | 10 a 14 | 8     |
| 16    | 5 a 9   | 4     |
| 16    | 0 a 4   | 16    |

## Economia
El 2007 la població en edat de treballar era de 336 persones, 255 eren actives i 81 eren inactives. De les 255 persones actives 241 estaven ocupades (123 homes i 118 dones) i 14 estaven aturades (7 homes i 7 dones). De les 81 persones inactives 35 estaven jubilades, 31 estaven estudiant i 15 estaven classificades com a «altres inactius».

### Ingressos
El 2009 a Grainville-sur-Ry hi havia 173 unitats fiscals que integraven 481,5 persones, la mediana anual d'ingressos fiscals per persona era de 18.922 €.

### Activitats econòmiques
Dels 8 establiments que hi havia el 2007, 4 eren d'empreses de construcció, 1 d'una empresa financera, 1 d'una empresa immobiliària, 1 d'una empresa de serveis i 1 d'una empresa classificada com a «altres activitats de serveis».
Dels 5 establiments de servei als particulars que hi havia el 2009, 1 era un paleta, 2 fusteries, 1 lampisteria i 1 perruqueria.
L'any 2000 a Grainville-sur-Ry hi havia 9 explotacions agrícoles que ocupaven un total de 270 hectàrees.

## Equipaments sanitaris i escolars
El 2009 hi havia una escola elemental integrada dins d'un grup escolar amb les comunes properes formant una escola dispersa.

## Poblacions més properes
El següent diagrama mostra les poblacions més properes.